# Eliška ze Šternberka
Eliška ze Šternberka († po  lednu 1418) byla česká šlechtična z moravské větve rodu Šternberků. 

## Život
Narodila se jako dcera Aleše ze Šternberka. Když její otec zemřel, připadl rodový majetek jejímu strýci Vilémovi ze Šternberka, po němž ho získal jeho syn Abrecht. Ten však jako mladý zemřel krátce po svém otci, takže situace se obrátila a Eliška se domohla otcových statků Světlova, Boršic a Vnorov. 
Provdala se za šlechtice Voka z Kravař a Jičína, jako jeho žena se uvádí v lednu 1399. Eliška přijala Voka jako společníka na svůj majetek. Její manžel zemřel v roce 1406 a Eliška zůstala vdovou. Začala se starat, aby její majetek zůstal v držení pánů ze Šternberka. Za svého nástupce určila příbuzného z české odnože Jaroslava ze Šternberka a Veselí, se kterým vešla ve spolek na hradě Světlově. V lednu 1418 odevzdala Jaroslavovi světlovské panství do plného vlastnictví. Od té doby již není o ní písemné zmínky.